# Sony E

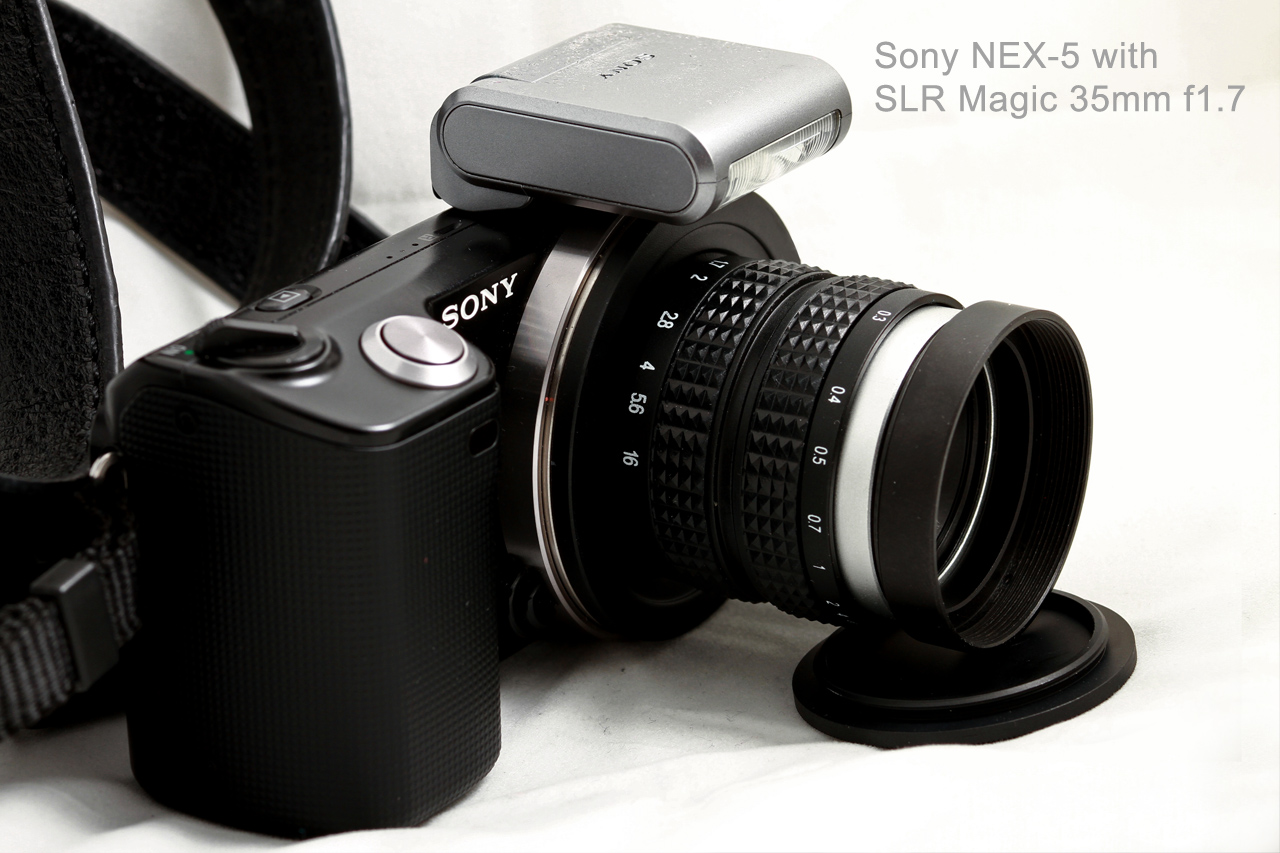
Sony NEX-5

Sony E – bagnetowy system montażu obiektywu zaprezentowany przez Sony w maju 2010 roku. Zaprojektowany został z myślą o nowej serii małych aparatów oraz kamer z wymiennymi obiektywami (NEX).

## Zastosowanie
Mocowanie to zastosowano w:
- cyfrowych aparatach kompaktowych z wymiennymi obiektywami:
  - Sony Alfa NEX-3
  - Sony Alfa NEX-5[1]
  - Sony A6000
- kamerach cyfrowych przeznaczonych dla zaawansowanych i profesjonalnych użytkowników:
  - Sony Handycam NEX-VG10[2]
  - Sony NXCAM[3]

## Obiektywy z bagnetem Sony E

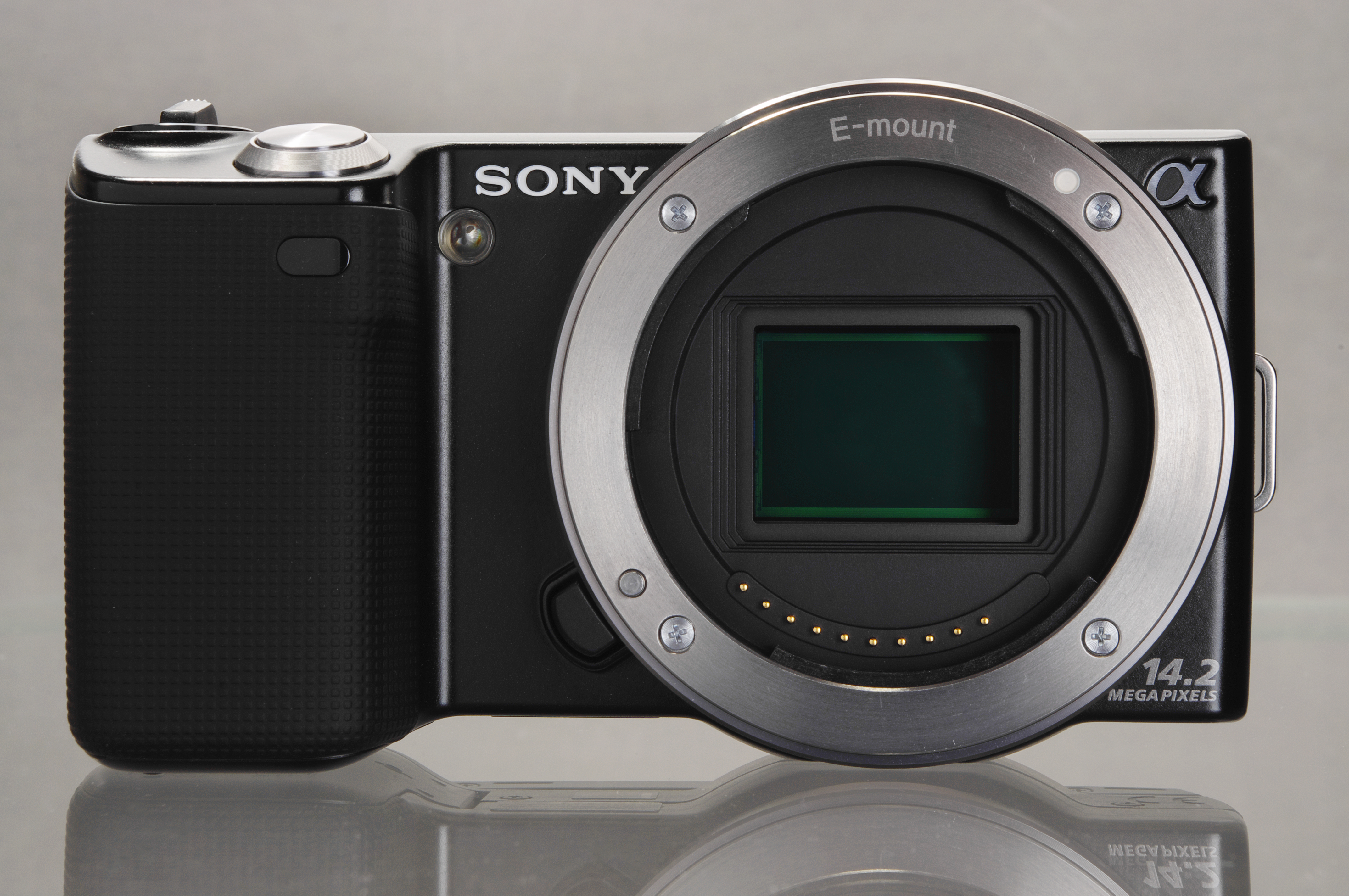
Sony bagnet E

Na początku w ofercie producenta znajdowały się 3 obiektywy z bagnetem E jednak ich gama sukcesywnie się powiększa. Sony otwarło podstawową specyfikację bagnetu E dla producentów obiektywów i adapterów bez opłat, co umożliwiło poszerzenie gamy obiektywów o ofertę alternatywnych producentów. Swoje wsparcie wyrazili producenci obiektywów: Carl Zeiss, Cosina, Sigma, Tamron.

## Pierwsze modele obiektywów
Firma Sony po zaprezentowaniu bagnetu szybko wydała nowe obiektywy dla systemu Sony E:
- Sony SEL 18-55 mm f/3.5-5.6
- Sony SEL 18-200 mm f/3.5-6.3
- Sony SEL 16 mm f/2.8
- Sony SEL 30 mm f/2.8 macro
- Sony SEL 35 mm f/1.4 Zeiss
- Sony SEL 50 mm f/1.8
- Sony SEL 85 mm f/2.8
- Sony SEL 16-50 mm f/3.5-4.5
- Sony SEL 55-200 mm f/4-5.6
- Sony SEL 70-300 mm f/4.5-5.6

## Dostępne adaptery
Kilka miesięcy po premierze bagnetu Sony E niezależni producenci rozpoczęli sprzedaż adapterów do obiektywów innych producentów. Poprzez dostępne w sprzedaży adaptery można korzystać z obiektywów posiadających mocowania:
- Bagnet Alfa
- Bagnet C
- Canon EF i Canon EF-S
- Canon FD
- Contax G
- Contarex
- Contax/Yashica bayonet
- Bagnet Exakta
- Leica M
- Leica M39 (LTM/L39)
- Leica R
- M39
- M42
- Minolta SR

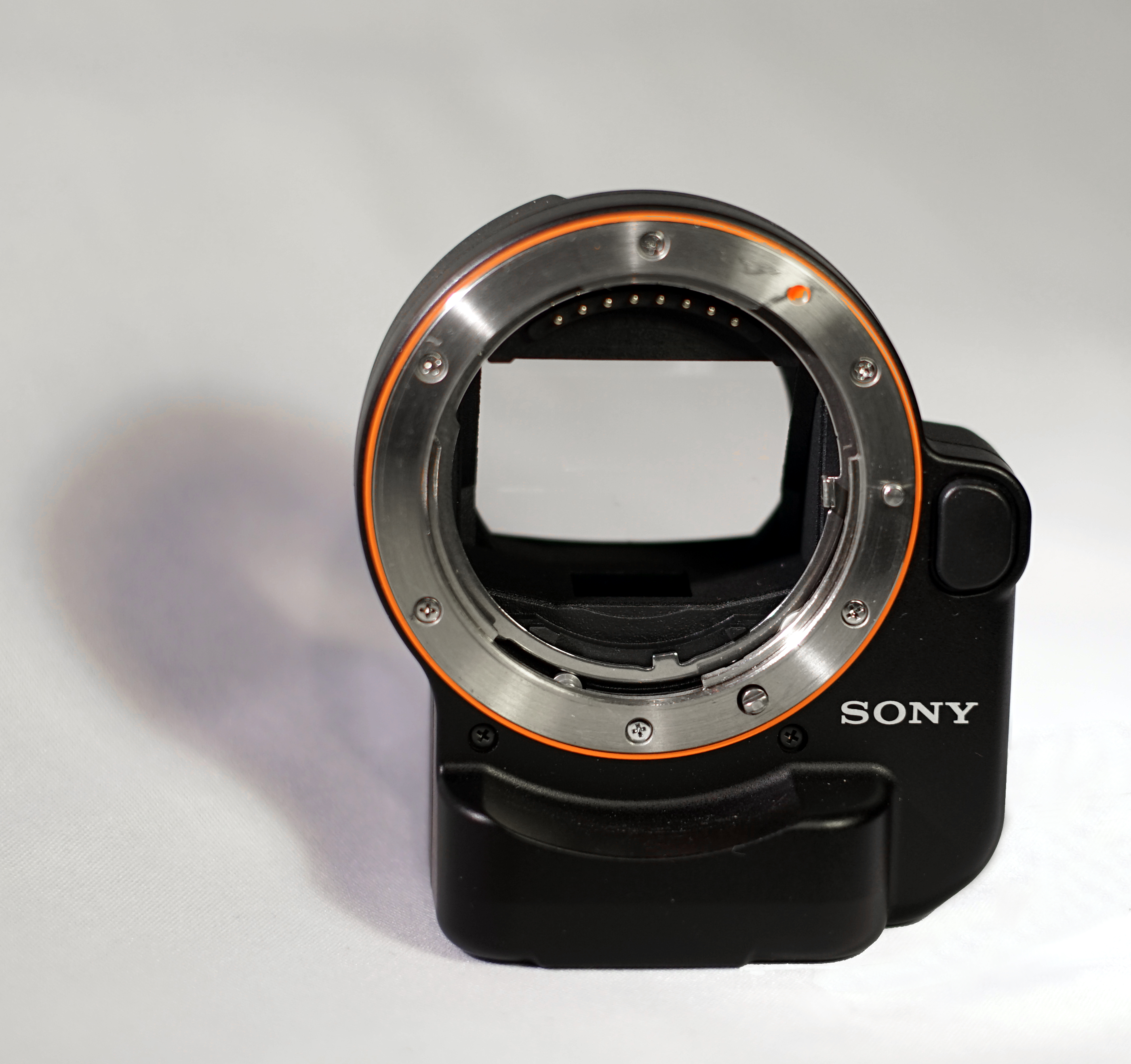
Sony LA-EA4

- Minolta A (Minolta/Konica Minolta AF/Alpha/Dynax/Maxxum i Sony Alfa)
- Nikon F
- Olympus OM
- Olympus Pen F
- Pentax K
- Rollei
- Bagnet T2